# أسرات كاسا
ليول راس أسرات كاسا (30 أبريل 1922 - 23 نوفمبر 1974) نائبًا لمقاطعة إريتريا وعضوًا في طبقة نبلاء الإمبراطورية الإثيوبية. كان الابن الرابع لرأس كاسا هايل دارج ، وزوجته الأميرة (ليليت) تسيج مريم بيشة. كان الأمير أسيتر كاسا متزوجًا من (ليلت) زورياشور جبر إجزيابيهر، ابنة جانتيرار جبر إجزيابيهر، وحفيدة الإمبراطورة منين أسفاو قرينة الإمبراطور هيلا سيلاسي الأول. وكان الأمير أسيرات كاسا هو رئيس فرع سيلال. فرع شيوان منفي عهد السلالة السليمانية في إثيوبيا.